# Vuzlove, Radehiv
Vuzlove (în ucraineană Вузлове) este localitatea de reședință a comunei Vuzlove din raionul Radehiv, regiunea Liov, Ucraina.

## Demografie
Componența lingvistică a localității Vuzlove
     Ucraineană (99,81%)
     Alte limbi (0,19%)
Conform recensământului din 2001, majoritatea populației localității Vuzlove era vorbitoare de ucraineană (99,81%), existând în minoritate și vorbitori de alte limbi.